# Indotritia undulata
Indotritia undulata är en kvalsterart som beskrevs av Bayoumi och Sandór Mahunka 1979. Indotritia undulata ingår i släktet Indotritia och familjen Oribotritiidae. Inga underarter finns listade i Catalogue of Life.